# Нагольд
Нагольд (нім. Nagold) — громада в Німеччині, знаходиться в землі Баден-Вюртемберг. Підпорядковується адміністративному округу Карлсруе. Входить до складу району Кальв.
Площа — 63,09 км2. Населення становить 22 672 ос. (станом на 31 грудня 2020).